# Scopula longicerata
Scopula longicerata là một loài bướm đêm trong họ Geometridae.